# جوزيف هوبكينز بيتن
جوزيف هوبكينز بيتن (بالإنجليزية: Joseph Hopkins Peyton)‏ هو سياسي أمريكي، ولد في 20 مايو 1808 في غالاتين في الولايات المتحدة، وتوفي بنفس المكان في 11 نوفمبر 1845. حزبياً، نشط في حزب اليمين. وقد انتخب عضو مجلس ولاية تينيسي وانتخب عضو مجلس النواب الأمريكي.